# Haut-Lomami
Haut-Lomami   er en af de 26 Provinser i Demokratiske Republik Congo. Provinserne  Tanganyika, Haut-Katanga, Haut-Lomami og Lualaba er resultatet af opdelingen af den tidligere provins Katanga. Haut-Lomami blev oprettet af distriktet Haut-Lomami hvis hovedby Kamina, blev hovedstad i den nye provins.

## Inddeling
Haut-Lomami er inddelt i  5 territorier: 
- Bukama
- Kabongo
- Kamina
- Kaniama
- Malemba-Nkulu